# Claes Eric Boman
Claes Eric Boman, född 9 november 1819 i Mulseryds socken, Jönköpings län, död 9 oktober 1901 i Hedvig Eleonora församling, Stockholm, var en svensk skolledare och politiker.
Boman avlade officersexamen 1839 och utexaminerades från Högre artilleriläroverket på Marieberg 1844. Han blev underlöjtnant vid Jönköpings regemente 1839, löjtnant vid Topografiska kåren 1848, kapten 1856 och erhöll avsked 1860. 
Boman var föreståndare och lärare vid Tekniska Elementarskolan i Malmö 1853–66 och 1870–77 samt rektor och lektor i matematik och fysik 1877–78. Han var ledamot av styrelsen för Malmö sparbank 1861–67 och av styrelsen för Kockums Mekaniska Verkstads AB 1873–80 samt ledamot av centralstyrelsen för Skånes Enskilda Bank 1876.
Boman var ledamot av Malmö stadsfullmäktige 1863–88, dess vice ordförande 1878 och ordförande 1879–85. Han var ordförande i byggnadsnämnden i Malmö 1862–64 och 1866–72 samt ledamot av Malmöhus läns landsting. Han var ledamot av riksdagens andra kammare för Malmö 1873–75 och tillhörde där Centern.